# Calle Matahacas
La calle Matahacas es una vía pública de la ciudad española de Sevilla.

## Descripción
La vía nace de la plaza de San Román por el lado de la calle Sol y llega hasta Escuelas Pías. Aparece descrita en la Noticia histórica del origen de los nombres de las calles de esta ciudad de Sevilla (1839) de Félix González de León con las siguientes palabras:

Calle Matahacas. Se halla situada en el cuartel D. y parroquia de san Roman: ignoro el origen de su nombre; no hay en ella nada de particular; es regularmente ancha, bastante larga y pasa desde la plaza de san Roman á la puerta del Osario.
(González de León, 1839, pp. 360-361)